# Service express régional lyonnais
Le réseau express régional lyonnais, ou RER lyonnais (anciennement appelé Réseau express de l'aire métropolitaine lyonnaise) est un réseau de transport ferroviaire en étoile en construction autour de Lyon. Il englobe divers aménagements effectués depuis 2005 sur le périmètre du nœud ferroviaire lyonnais et d'autres lignes de transport en commun de l'aire urbaine de Lyon, en France.
Il consiste principalement en un cadencement des TER, une réorganisation des gares et la création de la gare de Lyon-Jean-Macé en 2009 près de la station de métro éponyme, ainsi que d'un abonnement unique, la carte Oùra permettant d'emprunter les TER, les bus départementaux et divers réseaux de transports en commun régionaux.
À ses débuts, le projet était parfois surnommé « RER à la lyonnaise ». Un système de tarification zonale a également été étudié et a donné naissance plus tard à la gamme T-libr à travers le Syndicat mixte de transports pour l'aire métropolitaine lyonnaise (SMT AML).

## Périmètre

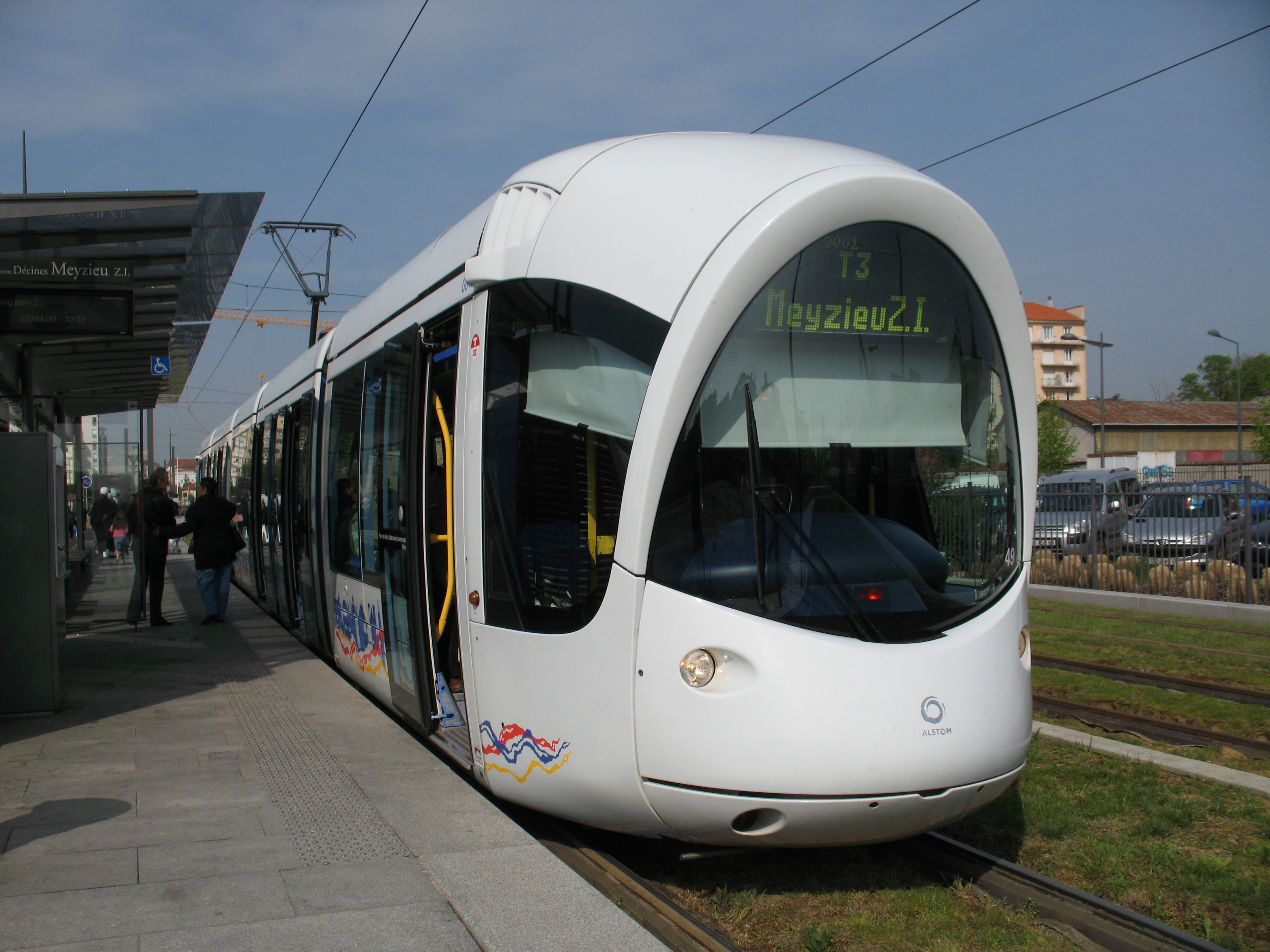
La ligne de tramway T3 a été incluse au projet du RER lyonnais.

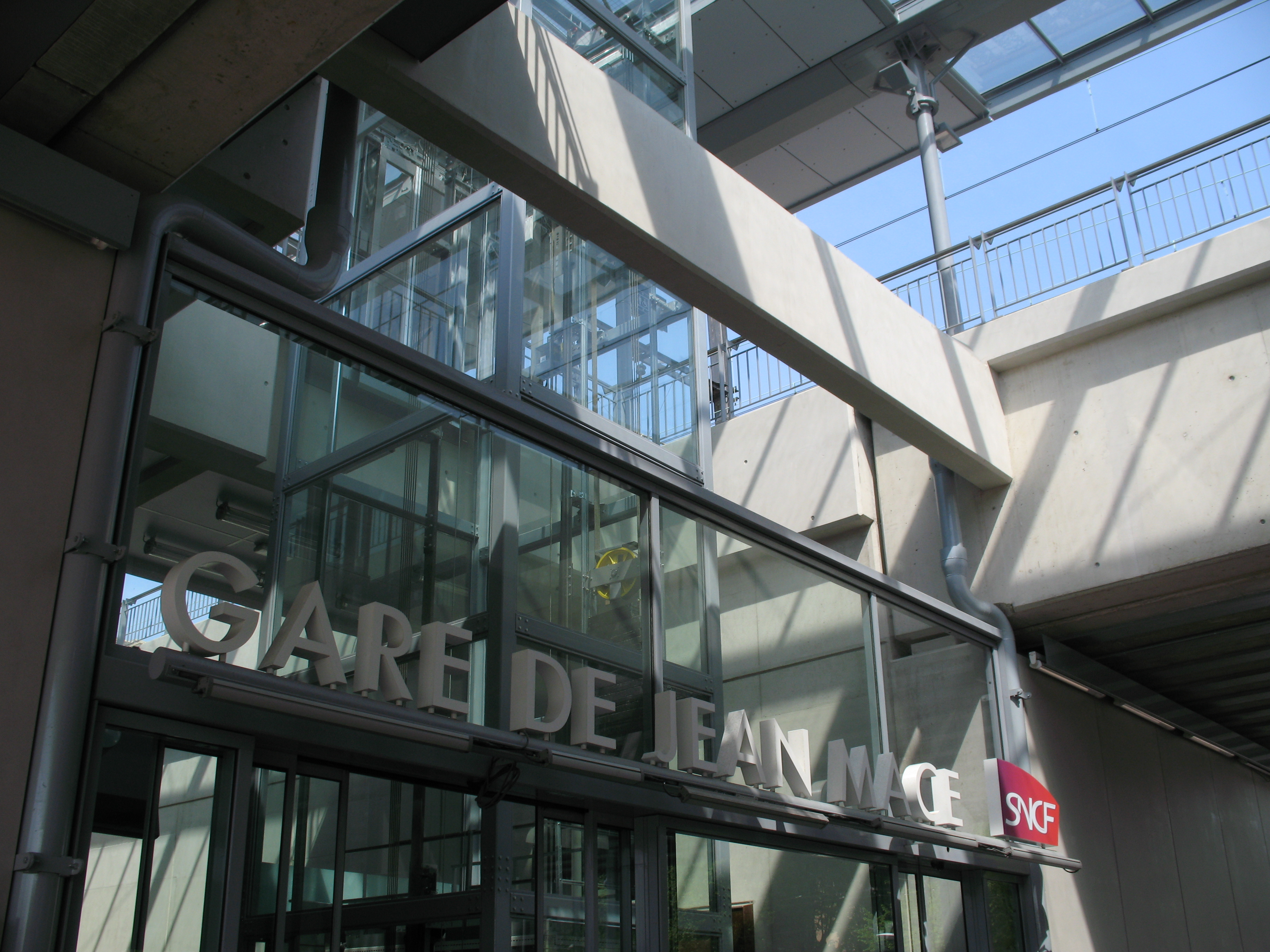
Les déplacements en région Auvergne-Rhône-Alpes ont été simplifiés à travers le cadencement horaire et la multimodalité aux pôles majeurs.

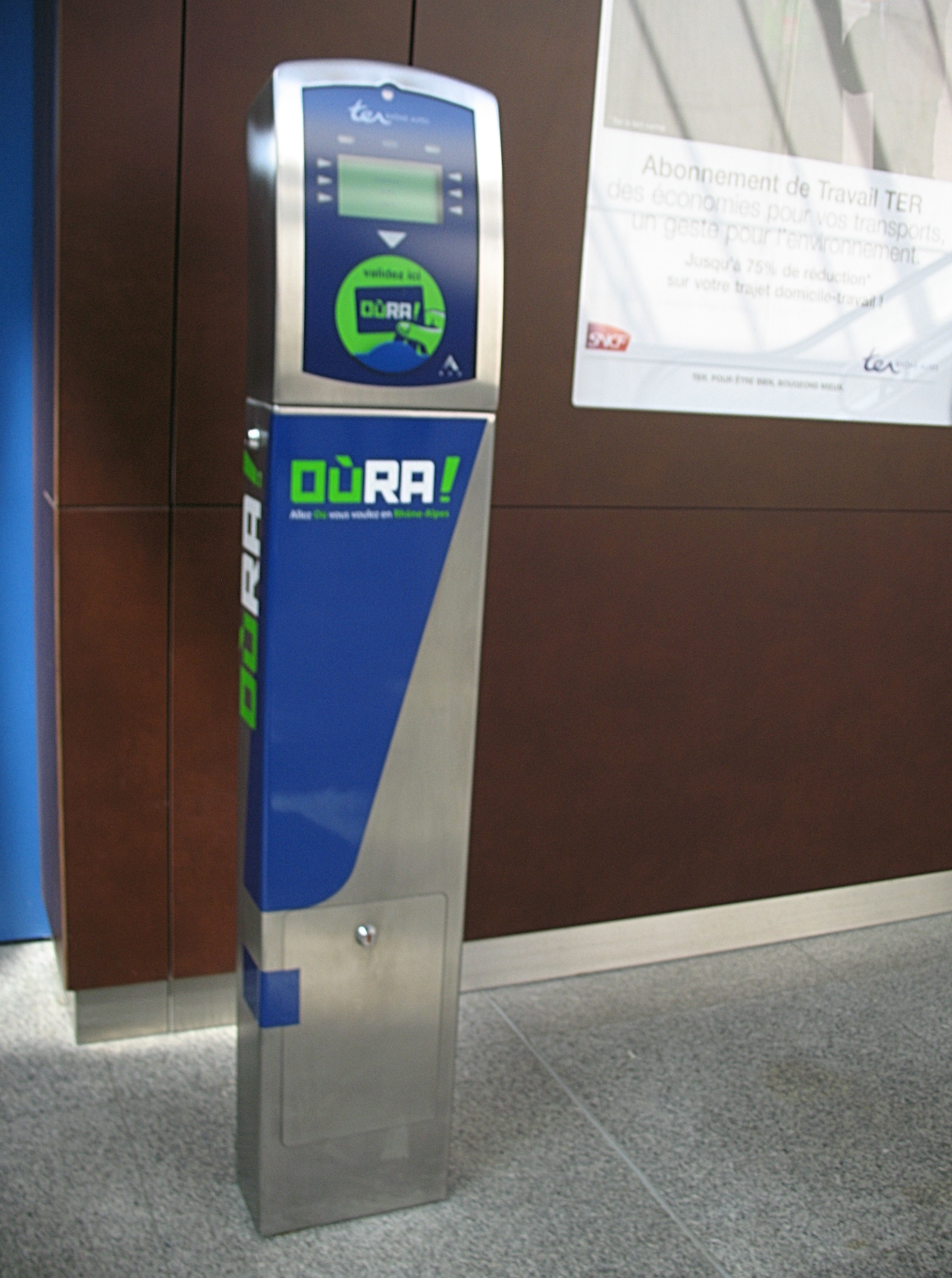
Le développement de la carte OùRA ! est l'une des grandes étapes vers un système de billettique uniforme et zonal.

Le périmètre du projet est composé de quatre-vingts gares et onze axes ferroviaires. Le projet est découpé en vingt-et-une actions dont : améliorer la desserte, fiabilisation des horaires, cadencement des Trains, achat de matériel roulant neuf sur toutes les lignes, remise à niveau des voies, réaménagement des gares, mieux informer les voyageurs en gare, correspondances horaires avec les autres transports, navette car pour mieux desservir les zones, tarification TER/TCL notamment avec la carte Oùra, tarification TER simplifiée, tarification zonale et l'information multimodale à distance.
Liste des gares ferroviaires lyonnaises intégrées au projet : Part-Dieu, Perrache, Vaise, Jean-Macé, Saint-Paul et Gorge-de-Loup.
| Intitulé                                                                                         | Mise en service                               | Financement |
| ------------------------------------------------------------------------------------------------ | --------------------------------------------- | --- |
| Cadencement du réseau                                                                            | 2008                                          | Région Rhône-Alpes et RFF |
| Doublement de la voie entre Les Échets et Villars-les-Dombes sur la ligne Lyon - Bourg-en-Bresse | 2008                                          | Région Rhône-Alpes et RFF : 60 millions d'euros                                                                                                 |
| Gare de Lyon-Jean Macé                                                                           | 2009                                          | Grand Lyon (37 %), Région Rhône-Alpes (36,5 %), RFF (19,8 %), SYTRAL (5,3 %), SNCF (1,3 %) : 31 millions d’euros                                |
| Ligne Lyon - Sain-Bel du tram-train de l'Ouest Lyonnais                                          | 2012                                          | Région Rhône-Alpes (70 %), l'État, RFF et SNCF (17 %), Grand Lyon (7 %), Rhône (4,5 %) : 297 millions d'euros                                   |
| Ligne Lyon - Brignais du tram-train de l'Ouest Lyonnais                                          | 2012                                          | Région Rhône-Alpes (70 %), l'État, RFF et SNCF (17 %), Grand Lyon (7 %), Rhône (4,5 %) : 297 millions d'euros                                   |
| Traversée de la gare de Lyon-Part-Dieu, voie K                                                   | 2011                                          | Région Rhône-Alpes, l'État (2,35M), RFF (5M), SNCF Gares et connexions (1,3M), Loire (1M) et Saint-Étienne Métropole (1M) : 13 millions d'euros |
| Traversée de la gare de Lyon-Part-Dieu, voie L                                                   | 2022                                          | Union européenne, l'État, Région Auvergne-Rhône-Alpes, SNCF Réseau : 101,9 millions d'euros                                                     |
| Renouvellement de voie ligne Tassin - Lozanne (tram-train à l'étude),                            | 2023                                          | Région Auvergne-Rhône-Alpes (80 %), l'État, (11,5 %), SNCF Réseau (8,5 %) : 30 millions d'euros                                                 |
| Ligne Trévoux - Lyon en BHNS                                                                     | 2027 (prévu)                                  | Région Auvergne-Rhône-Alpes : 160 millions d’euros                                                                                              |
| Ligne Meyzieu - Crémieu (prolongement T3)                                                        | À l'étude                                     | Région Auvergne-Rhône-Alpes, SNCF Réseau |
| Ligne Lyon - Lozanne du tram-train de l'Ouest Lyonnais                                           | À l'étude                                     | Région Auvergne-Rhône-Alpes, SNCF Réseau |
| Passage à quatre voies entre Saint-Fons et Grenay                                                | concertation en cours, ouverture horizon 2035 | Union européenne (32 %), Région Auvergne-Rhône-Alpes (28 %), État (26 %), Métropole de Lyon (14%).                                              |

Les projets anciennement intégrés au « RER lyonnais » :
- Ligne 3 du tramway de Lyon (LEA) : mise en service en 2006 ;
- Ligne Rhônexpress : mise en service en 2010 ;

## Historique

### 2005: réseau express de l'aire métropolitaine lyonnaise
En septembre 2005, un programme d'actions est signé entre onze partenaires (Région, plusieurs départements, Sytral, Grand Lyon, SNCF, RFF, etc.).
Ce projet résulte du schéma régional de transport de 1997 défini sous la présidence de Charles Millon et du projet d'« horaire cadencé Rhône-Alpes 2008 » initié par plusieurs entités : région Rhône-Alpes sous la présidence d'Anne-Marie Comparini, Communauté urbaine de Lyon, Sytral et SNCF, ainsi que par plusieurs départements et communautés d'agglomération.
La différence entre le Schéma régional des transports de 1997 et le projet actuel réside dans l'amélioration substantielle du matériel ferroviaire et de la mise en place de pôles d'échanges (avec le renforcement des dessertes par autocars, notamment sur les dessertes Beaujeu-Belleville, Salles-Arbuissonnas-Villefranche-sur-Saône et Condrieu-Vienne).
En 2006, le président du conseil général du Rhône, Michel Mercier déclare : « on est tous d'accord pour organiser de façon rationnelle nos transports. Il devrait y avoir dans un premier temps une carte d'abonnement commune, mais il faudra se pencher rapidement sur la question du financement. Il est tout à fait normal que chacun paie par rapport au niveau du service ». Cette remarque induit la participation active des départements voisins (Ain, Loire, Isère) au financement de l'opération. Michel Mercier indique « On a déjà de bons retours ».
Outre un accroissement attendu du trafic, les conséquences de la mise en place du projet peuvent être nombreuses. L'agence d'urbanisme de Lyon a mené une étude commandée par la Région Rhône-Alpes, le Grand Lyon et le SEPAL, pour connaître l'impact de la mise en place du projet. L'objectif est de mesurer les potentiels d'urbanisation à proximité immédiate des gares, ainsi qu'à l'échelle de la zone de rabattement en voiture ou en transports collectifs autour des gares. [réf. nécessaire]
En 2008, un tracé détaillé, porté par le maire de Lyon Gérard Collomb, est publié ; 21 lignes sont prévues avec mise en service en 2014. Cependant, hormis le cadencement, le projet ne se concrétise pas et, en 2013, un bilan déplore un maillage insuffisant et une absence de vision d'ensemble.

### 2022: relance du projet
En 2019, un contre-projet à quatre lignes est présenté par le groupe UDI de la Métropole de Lyon,.
En avril 2022, le président de la Région Laurent Wauquiez promet la création d'un réseau de RER. Il déclare que la mise en place du réseau s'étalera de 2022 à 2035 avec un investissement estimé de 1,4 à 7 milliards d'euros. À terme, le RER lyonnais doit assurer une desserte au quart d'heure de 5h et 23h entre les gares ferroviaires de Lyon et Saint-Étienne, Villefranche-sur-Saône, Vienne, Brignais, Villars-les-Dombes, Tarare, Montluel et Bourgoin-Jallieu,.
Le « RER lyonnais » se compose des lignes suivantes, qui doivent aussi bénéficier d'un meilleur cadencement des trains :
| TER                    | Vienne ⥋ Villefranche-sur-Saône via Part-Dieu                |
| TER                    | Saint-Étienne ⥋ Montluel (⥋ Ambérieu-en-Bugey) via Part-Dieu |
| TER                    | Vaise ⥋ Villars-les-Dombes (⥋ Bourg-en-Bresse) via Perrache  |
| TER                    | Perrache ⥋ Bourgoin-Jallieu (⥋ Saint-André-le-Gaz)           |
| TER (tram-train)       | Saint-Paul ⥋ Sain-Bel                                        |
| TER (tram-train)       | Saint-Paul ⥋ Brignais                                        |
| TER (futur tram-train) | Tassin ⥋ Lozanne                                             |
| BHNS (bus)             | Part-Dieu ⥋ Trévoux (en projet)                              |

Il est également envisagé le prolongement de la ligne de tram-train de l'Ouest lyonnais entre Brignais et Grigny ou Givors, ainsi que le prolongement du T3 entre Meyzieu et Crémieu dans le département de l’Isère.
Les 4 et 5 juin 2022, la gare de Lyon-Part-Dieu est totalement fermée au trafic ferroviaire en vue de mettre en place la voie L, spécifiquement dédiée au RER lyonnais. Le président de la Région déclare alors que « cette nouvelle voie L est la pierre angulaire du futur RER lyonnais, l'un des projets d'avenir les plus importants pour notre territoire »,. Fin juin 2022, SNCF Réseau met en service de la voie L, qui doit contribuer à la mise en place du RER lyonnais. Elle est inaugurée le 4 octobre 2022.
Le 27 novembre 2022, le président de la République Emmanuel Macron annonce dans une vidéo vouloir développer une dizaine de « RER métropolitains » dans les grandes agglomérations françaises sans toutefois citer lesquelles pourraient en bénéficier. Le lendemain, le président de la Région Auvergne-Rhône-Alpes Laurent Wauquiez a affirmé être prêt à travailler avec l'État, sur ce projet de RER lyonnais estimé à sept milliards d'euros à l'horizon 2035. Pour le président de la Région, l'objectif du RER lyonnais est de disposer d'un « moyen de transport tous les quarts d’heure avec une amplitude horaire de 5h à 23h et de conjuguer les moyens de transport avec du train, du tram, du tram-train, des bus ou des cars ».

## Réseau actuel
Au 20 décembre 2022, le nœud ferroviaire lyonnais est traversé par plusieurs services régionaux et nationaux, mais se compose d'ores-et-déjà de quatre lignes cadencées et « diamétralisées » (sans rupture de charge à Perrache ou Part-Dieu). Depuis 2015, et ce jusqu'en 2040, ces lignes bénéficient d'une augmentation progressive de l’offre de trains régionaux,.

Plan des principales lignes du réseau TER formant l'étoile ferroviaire lyonnaise et le projet de « RER lyonnais » en décembre 2022.

### Lignes TER principales
| Ligne | Caractéristiques | Caractéristiques                                                    | Caractéristiques                                                    | Caractéristiques                                                    | Caractéristiques                                                    | Caractéristiques                                                    | Caractéristiques                                                    | Caractéristiques                                                    | Caractéristiques                                                    |
| TER   | Saint-Étienne-Châteaucreux ⥋ Ambérieu-en-Bugey via Lyon-Part-Dieu | Saint-Étienne-Châteaucreux ⥋ Ambérieu-en-Bugey via Lyon-Part-Dieu   | Saint-Étienne-Châteaucreux ⥋ Ambérieu-en-Bugey via Lyon-Part-Dieu   | Saint-Étienne-Châteaucreux ⥋ Ambérieu-en-Bugey via Lyon-Part-Dieu   | Saint-Étienne-Châteaucreux ⥋ Ambérieu-en-Bugey via Lyon-Part-Dieu   | Saint-Étienne-Châteaucreux ⥋ Ambérieu-en-Bugey via Lyon-Part-Dieu   | Saint-Étienne-Châteaucreux ⥋ Ambérieu-en-Bugey via Lyon-Part-Dieu   | Saint-Étienne-Châteaucreux ⥋ Ambérieu-en-Bugey via Lyon-Part-Dieu   | Saint-Étienne-Châteaucreux ⥋ Ambérieu-en-Bugey via Lyon-Part-Dieu   |
| ----- | --- | ------------------------------------------------------------------- | ------------------------------------------------------------------- | ------------------------------------------------------------------- | ------------------------------------------------------------------- | ------------------------------------------------------------------- | ------------------------------------------------------------------- | ------------------------------------------------------------------- | ------------------------------------------------------------------- |
| TER   | Ouverture / Fermeture — / — | Longueur 93 km                                                      | Durée 95 min                                                        | Nb. d’arrêts 13                                                     | Matériel Regio 2N                                                   | Jours de fonctionnement L, Ma, Me, J, V, S, D                       | Jour / Soir / Nuit / Fêtes O / O / N / O                            | Voy. / an 21 000/jour (2 017)                                       | Dépôt —                                                             |
| TER   | Desserte : Saint-Étienne-Châteaucreux, Saint-Chamond, Rive-de-Gier, Givors-Ville, Lyon-Part-Dieu, Crépieux la Pape, Miribel, Saint-Maurice-de-Beynost, Beynost, Montluel, La Valbonne, Méximieux - Pérouges, Ambérieu-en-Bugey. |                                                                     |                                                                     |                                                                     |                                                                     |                                                                     |                                                                     |                                                                     |                                                                     |
| TER   | Autre : - Arrêts non accessibles aux UFR : — - Cadencement : 30 minutes en heure de pointe, 1 heure en heure creuse. - Amplitudes horaires : La ligne fonctionne du lundi au vendredi de 5 h 20 à 23 h 20. - Fiches horaires : 10 et 35. - Date de dernière mise à jour : 20 décembre 2022.                                                                                           |                                                                     |                                                                     |                                                                     |                                                                     |                                                                     |                                                                     |                                                                     |                                                                     |
| TER   | Dernière actualisation : — |                                                                     |                                                                     |                                                                     |                                                                     |                                                                     |                                                                     |                                                                     |                                                                     |
| TER   | Villefranche-sur-Saône ⥋ Vienne via Lyon-Perrache | Villefranche-sur-Saône ⥋ Vienne via Lyon-Perrache                   | Villefranche-sur-Saône ⥋ Vienne via Lyon-Perrache                   | Villefranche-sur-Saône ⥋ Vienne via Lyon-Perrache                   | Villefranche-sur-Saône ⥋ Vienne via Lyon-Perrache                   | Villefranche-sur-Saône ⥋ Vienne via Lyon-Perrache                   | Villefranche-sur-Saône ⥋ Vienne via Lyon-Perrache                   | Villefranche-sur-Saône ⥋ Vienne via Lyon-Perrache                   | Villefranche-sur-Saône ⥋ Vienne via Lyon-Perrache                   |
| TER   | Ouverture / Fermeture — / — | Longueur —                                                          | Durée 70 min                                                        | Nb. d’arrêts 16                                                     | Matériel Regio 2N                                                   | Jours de fonctionnement L, Ma, Me, J, V                             | Jour / Soir / Nuit / Fêtes O / O / N / N                            | Voy. / an —                                                         | Dépôt —                                                             |
| TER   | Desserte : Villefranche-sur-Saône, Anse, Quincieux, Saint-Germain-au-Mont-d'Or, Albigny Neuville, Couzon-au-Mont-d'Or, Collonges-Fontaines, Lyon-Vaise, Lyon-Perrache, Lyon-Jean-Macé, Saint-Fons, Feyzin, Sérézin, Chasse-sur-Rhône, Estressin, Vienne. |                                                                     |                                                                     |                                                                     |                                                                     |                                                                     |                                                                     |                                                                     |                                                                     |
| TER   | Autre : - Arrêts non accessibles aux UFR : — - Cadencement : Toutes les 30 minutes en heure de pointe (toutes les heures en moyenne en période creuse). - Amplitudes horaires : La ligne fonctionne du lundi au vendredi de 6 h 10 à 21 h 10. - Fiche horaire : 24. - Date de dernière mise à jour : 20 décembre 2022.                                                                |                                                                     |                                                                     |                                                                     |                                                                     |                                                                     |                                                                     |                                                                     |                                                                     |
| TER   | Dernière actualisation : — |                                                                     |                                                                     |                                                                     |                                                                     |                                                                     |                                                                     |                                                                     |                                                                     |
| TER   | Villars-les-Dombes ⥋ Lyon-Vaise via Lyon-Part-Dieu et Lyon-Perrache | Villars-les-Dombes ⥋ Lyon-Vaise via Lyon-Part-Dieu et Lyon-Perrache | Villars-les-Dombes ⥋ Lyon-Vaise via Lyon-Part-Dieu et Lyon-Perrache | Villars-les-Dombes ⥋ Lyon-Vaise via Lyon-Part-Dieu et Lyon-Perrache | Villars-les-Dombes ⥋ Lyon-Vaise via Lyon-Part-Dieu et Lyon-Perrache | Villars-les-Dombes ⥋ Lyon-Vaise via Lyon-Part-Dieu et Lyon-Perrache | Villars-les-Dombes ⥋ Lyon-Vaise via Lyon-Part-Dieu et Lyon-Perrache | Villars-les-Dombes ⥋ Lyon-Vaise via Lyon-Part-Dieu et Lyon-Perrache | Villars-les-Dombes ⥋ Lyon-Vaise via Lyon-Part-Dieu et Lyon-Perrache |
| TER   | Ouverture / Fermeture — / — | Longueur —                                                          | Durée 54 min                                                        | Nb. d’arrêts 9                                                      | Matériel AGC                                                        | Jours de fonctionnement L, Ma, Me, J, V, S, D                       | Jour / Soir / Nuit / Fêtes O / O / N / O                            | Voy. / an —                                                         | Dépôt —                                                             |
| TER   | Desserte : Villars-les-Dombes, Saint-Marcel-en-Dombes, Saint-André-de-Corcy, Mionnay, Les Échets, Sathonay-Rillieux, Lyon-Part-Dieu, Lyon-Perrache et Lyon-Vaise. |                                                                     |                                                                     |                                                                     |                                                                     |                                                                     |                                                                     |                                                                     |                                                                     |
| TER   | Autre : - Arrêts non accessibles aux UFR : — - Cadencement : Toutes les 30 minutes en heure de pointe (toutes les heures en moyenne en période creuse). - Amplitudes horaires : La ligne fonctionne du lundi au vendredi de 5 h 40 à 21 h 10. Horaires non cadencés les dimanches et jours de fêtes. - Fiche horaire : 32. - Date de dernière mise à jour : 20 décembre 2022.         |                                                                     |                                                                     |                                                                     |                                                                     |                                                                     |                                                                     |                                                                     |                                                                     |
| TER   | Dernière actualisation : — |                                                                     |                                                                     |                                                                     |                                                                     |                                                                     |                                                                     |                                                                     |                                                                     |
| TER   | Saint-André-le-Gaz ⥋ Lyon-Perrache via Lyon-Jean-Macé | Saint-André-le-Gaz ⥋ Lyon-Perrache via Lyon-Jean-Macé               | Saint-André-le-Gaz ⥋ Lyon-Perrache via Lyon-Jean-Macé               | Saint-André-le-Gaz ⥋ Lyon-Perrache via Lyon-Jean-Macé               | Saint-André-le-Gaz ⥋ Lyon-Perrache via Lyon-Jean-Macé               | Saint-André-le-Gaz ⥋ Lyon-Perrache via Lyon-Jean-Macé               | Saint-André-le-Gaz ⥋ Lyon-Perrache via Lyon-Jean-Macé               | Saint-André-le-Gaz ⥋ Lyon-Perrache via Lyon-Jean-Macé               | Saint-André-le-Gaz ⥋ Lyon-Perrache via Lyon-Jean-Macé               |
| TER   | Ouverture / Fermeture — / — | Longueur —                                                          | Durée 54 min                                                        | Nb. d’arrêts 9                                                      | Matériel Regio 2N                                                   | Jours de fonctionnement L, Ma, Me, J, V, S                          | Jour / Soir / Nuit / Fêtes O / O / N / N                            | Voy. / an —                                                         | Dépôt —                                                             |
| TER   | Desserte : Saint-André-le-Gaz, La Tour-du-Pin, Cessieu, Bourgoin-Jallieu, L'Isle-d'Abeau, La Verpillière, Saint-Quentin-Fallavier, Saint-Priest, Vénissieux, Lyon-Jean-Macé et Lyon-Perrache. |                                                                     |                                                                     |                                                                     |                                                                     |                                                                     |                                                                     |                                                                     |                                                                     |
| TER   | Autre : - Arrêts non accessibles aux UFR : — - Cadencement : Toutes les 30 minutes en heure de pointe (toutes les heures en moyenne en période creuse). - Amplitudes horaires : La ligne fonctionne du lundi au vendredi de 5 h 10 à 21 h 50. Horaires non cadencés les samedis, dimanches et jours de fêtes. - Fiche horaire : 1. - Date de dernière mise à jour : 20 décembre 2022. |                                                                     |                                                                     |                                                                     |                                                                     |                                                                     |                                                                     |                                                                     |                                                                     |
| TER   | Dernière actualisation : — |                                                                     |                                                                     |                                                                     |                                                                     |                                                                     |                                                                     |                                                                     |                                                                     |

### Lignes TER en mode tram-train
| Ligne | Caractéristiques | Caractéristiques           | Caractéristiques           | Caractéristiques           | Caractéristiques               | Caractéristiques                              | Caractéristiques                         | Caractéristiques           | Caractéristiques           |
| TER   | Lyon Saint-Paul ⥋ Sain-Bel | Lyon Saint-Paul ⥋ Sain-Bel | Lyon Saint-Paul ⥋ Sain-Bel | Lyon Saint-Paul ⥋ Sain-Bel | Lyon Saint-Paul ⥋ Sain-Bel     | Lyon Saint-Paul ⥋ Sain-Bel                    | Lyon Saint-Paul ⥋ Sain-Bel               | Lyon Saint-Paul ⥋ Sain-Bel | Lyon Saint-Paul ⥋ Sain-Bel |
| ----- | --- | -------------------------- | -------------------------- | -------------------------- | ------------------------------ | --------------------------------------------- | ---------------------------------------- | -------------------------- | -------------------------- |
| TER   | Ouverture / Fermeture 22 septembre 2012 / — | Longueur —                 | Durée 42 min               | Nb. d’arrêts 12            | Matériel Alstom Citadis Dualis | Jours de fonctionnement L, Ma, Me, J, V, S, D | Jour / Soir / Nuit / Fêtes O / O / N / O | Voy. / an —                | Dépôt —                    |
| TER   | Desserte : Lyon-Saint-Paul, Lyon-Gorge-de-Loup, Écully la Demi-Lune, Tassin, Le Méridien La Ferrière, Charbonnières-les-Bains, Casino Lacroix Laval, La Tour-de-Salvagny, Lentilly-Charpenay, Lentilly, Fleurieux-sur-l'Arbresle, L'Arbresle, Sain-Bel. |                            |                            |                            |                                |                                               |                                          |                            |                            |
| TER   | Autre : - Arrêts non accessibles aux UFR : — - Cadencement : 15 à 30 minutes en semaine. - Amplitudes horaires : La ligne fonctionne du lundi au dimanche de 5 h 45 à 21 h 15. - Date de dernière mise à jour : 7 décembre 2022.                        |                            |                            |                            |                                |                                               |                                          |                            |                            |
| TER   | Dernière actualisation : — |                            |                            |                            |                                |                                               |                                          |                            |                            |
| TER   | Lyon Saint-Paul ⥋ Brignais | Lyon Saint-Paul ⥋ Brignais | Lyon Saint-Paul ⥋ Brignais | Lyon Saint-Paul ⥋ Brignais | Lyon Saint-Paul ⥋ Brignais     | Lyon Saint-Paul ⥋ Brignais                    | Lyon Saint-Paul ⥋ Brignais               | Lyon Saint-Paul ⥋ Brignais | Lyon Saint-Paul ⥋ Brignais |
| TER   | Ouverture / Fermeture 8 décembre 2012 / — | Longueur 11 km             | Durée 26 min               | Nb. d’arrêts 7             | Matériel Alstom Citadis Dualis | Jours de fonctionnement L, Ma, Me, J, V, S, D | Jour / Soir / Nuit / Fêtes O / O / N / O | Voy. / an —                | Dépôt —                    |
| TER   | Desserte : Brignais, Chaponost, Francheville, Alaï, Écully la Demi-Lune, Lyon-Gorge-de-Loup, Lyon-Saint-Paul |                            |                            |                            |                                |                                               |                                          |                            |                            |
| TER   | Autre : - Arrêts non accessibles aux UFR : — - Cadencement : 30 minutes en pointe, 1h en heure creuse. - Amplitudes horaires : La ligne fonctionne du lundi au dimanche de 6 h 30 à 21 h 10. - Date de dernière mise à jour : 1er juin 2023.            |                            |                            |                            |                                |                                               |                                          |                            |                            |
| TER   | Dernière actualisation : — |                            |                            |                            |                                |                                               |                                          |                            |                            |

## Travaux et mises en service
Les premières opérations ont été initiées dès 2005, notamment autour de la gare d'Anse qui a été déplacée pour desservir la ZAC du Pré au moutons. Un parking de vingt-huit places aménagées à la gare de Saint-Maurice-de-Beynost, quatre-vingts places à Saint-Germain-au-Mont-d'Or et cent-dix à la gare de Villevert-Neuville.
Le réaménagement d'un certain nombre de gares fait partie également du projet : gare de Sathonay - Rillieux, gare de Feyzin, etc.
La première ligne ferroviaire à bénéficier de « Real » est la ligne Mâcon-Vienne qui a vu une ébauche de cadencement début 2007. Les premières bornes qui permettent de valider la carte OùRA ! ont été installés à Vienne en juin 2006. Fin 2007, le cadencement a été généralisé à l'ensemble des lignes TER de la région.
Réalisations :
- 2006 : ouverture de la ligne 3 du tramway de Lyon
- 2008 : doublement de la voie entre Les Échets et Villars-les-Dombes sur la ligne de Lyon-Saint-Clair à Bourg-en-Bresse
- 2009 : ouverture de la gare de Lyon-Jean-Macé
- 2010 : mise en service de Rhônexpress
- 2011 : mise en service d'un nouveau quai à la gare de Lyon-Part-Dieu (voie K)
- 2012 : réorganisation de la desserte du tram-train de l'Ouest lyonnais
- 2022 : mise en service de la nouvelle voie L à la gare de Lyon-Part-Dieu à l'est de la voie K
- 2023 : réouverture de la ligne Tassin - Lozanne